# Pete Docter
Peter Hans Docter detto Pete (Bloomington, 9 ottobre 1968) è un regista, sceneggiatore, animatore, doppiatore e produttore cinematografico statunitense.

Firma di Pete Docter

Dal 2018, in seguito alle dimissioni di John Lasseter, ricopre il ruolo di direttore creativo dei Pixar Animation Studios.

## Biografia
Docter è nato a Bloomington, Minnesota, figlio di Rita Margaret (Kanne) e David Reinhardt Docter. La famiglia di sua madre è danese-americana. È cresciuto introverso e socialmente isolato, preferendo lavorare da solo e dovendo ricordare a se stesso di connettersi con gli altri.
Entrambi i suoi genitori lavoravano nel campo dell'istruzione: sua madre, Rita, insegnava musica e suo padre, Dave, era direttore di coro al Normandale Community College. Ha frequentato la Nine Mile Elementary School, la Oak Grove Junior High e la John F. Kennedy High School di Bloomington. A differenza delle sue due sorelle, Kirsten Docter, violista e membro fondatore del Cavani String Quartet, e Kari Docter, violoncellista del Metropolitan Opera, Docter non era particolarmente interessato alla musica, sebbene imparò a suonare il contrabbasso e ha suonato con le orchestre per le colonne sonore di Monsters, Inc. e Up.

### Vita privata
Docter è sposato con Amanda Docter e ha due figli, Nicholas ed Elie.
Elie ha una parte parlante in Up ed è stata l'ispirazione per il personaggio di Riley in Inside Out.
Docter è un fan degli anime, in particolare del lavoro di Hayao Miyazaki. Docter ha detto che l'animazione di Miyazaki ha "osservato meravigliosamente piccoli momenti di verità a cui riconosci e a cui rispondi". È anche un fan del lavoro svolto dai suoi concorrenti alla DreamWorks.

## Carriera
Noto per aver diretto i film Monsters & Co. (2001), Up (2009), Inside Out (2015) e Soul (2020). Nella sua carriera ha guadagnato nove nomination ai Premi Oscar, trionfando nella categoria "miglior film d'animazione" con Up nel 2010, Inside Out nel 2016 e Soul nel 2021. Dal 2018, in seguito alle dimissioni di John Lasseter, ricopre il ruolo di direttore creativo dei Pixar Animation Studios.

## Filmografia parziale

### Regista
- Winter – cortometraggio (1988)
- Palm Springs – cortometraggio (1989)
- Next Door – cortometraggio  (1990)
- Monsters & Co. (Monsters, Inc.), co-regia con Lee Unkrich e David Silverman (2001)
- La nuova macchina di Mike (Mike's New Car) – cortometraggio (2002]
- Up, co-regia con Bob Peterson (2009)
- Inside Out, co-regia con Ronnie del Carmen (2015)
- Soul, co-regia con Kemp Powers (2020)

### Sceneggiatore
- Winter, regia di Pete Docter – cortometraggio (1988)
- Toy Story - Il mondo dei giocattoli (Toy Story), regia di John Lasseter - soggetto (1995)
- Toy Story 2 - Woody e Buzz alla riscossa (Toy Story 2), regia di John Lasseter, Lee Unkrich e Ash Brannon - soggetto (1999)
- Monsters & Co. (Monsters, Inc.), regia di Pete Docter, Lee Unkrich e David Silverman - soggetto (2001)
- La nuova macchina di Mike (Mike's New Car), regia di Pete Docter e Roger L. Gould – cortometraggio (2002)
- WALL•E, regia di Andrew Stanton - soggetto (2008)
- Up, regia di Pete Docter e Bob Peterson (2009)
- Inside Out, regia di Pete Docter e Ronnie del Carmen (2015)
- Soul, regia di Pete Docter e Kemp Powers (2020)

### Animatore
- Winter, regia di Pete Docter – cortometraggio (1988)
- Toy Story - Il mondo dei giocattoli (Toy Story), regia di John Lasseter (1995)
- Il gioco di Geri (Geri's Game), regia di Jan Pinkava – cortometraggio (1997)

### Produttore esecutivo
- Winter, regia di Pete Docter – cortometraggio (1988)
- La missione speciale di Dug (Dug's Special Mission), regia di Ronnie del Carmen – cortometraggio (2009)
- George & A.J., regia di Josh Cooley – cortometraggio (2009)
- Ribelle - The Brave (Brave), regia di Mark Andrews e Brenda Chapman (2012)
- Centro Feste (Party Central), regia di Kelsey Mann – cortometraggio (2013)
- Monsters University, regia di Dan Scanlon (2013)
- Il primo appuntamento di Riley (Riley's first date?), regia di Josh Cooley – cortometraggio (2015)
- Lou, regia di Dave Mullins – cortometraggio (2017)
- Bao, regia di Domee Shi – cortometraggio (2018)
- Toy Story 4, regia di Josh Cooley (2019)
- I perché di Forky (Forky asks a questions), regia di Bob Peterson - cortometraggi (2019-2020)
- Onward - Oltre la magia (Onward), regia di Dan Scanlon (2020)
- Vita da lampada (Lamp Life), regia di Valerie LaPointe (2020) – cortometraggio[4]
- Dory e la sua Fotocamera subacquea (Dory's Reef Cam), regia di Michal Makarewicz (2020) - speciale[5]
- Pixar Pop Corn - cortometraggi (2021)
- Luca, regia di Enrico Casarosa (2021)
- Red (Turning Red), regia di Domee Shi (2022)
- Lightyear - La vera storia di Buzz (Lightyear), regia di Angus MacLane (2022)
- Elemental, regia di Peter Sohn (2023)
- Inside Out 2, regia di Kelsey Mann (2024)

### Doppiatore (ruoli minori)
- Monsters & Co. (Monsters, Inc.) (2001)
- Gli Incredibili - Una "normale" famiglia di supereroi (The Incredibles) (2004)
- WALL-E, regia di Andrew Stanton (2008)
- Up, regia di Pete Docter (2009)
- Inside Out, regia di Pete Docter (2015)
- Inside Out 2, regia di Kelsey Mann (2024)

### Direttore del doppiaggio
- Il castello errante di Howl (Howl's Moving Castle), regia di Hayao Miyazaki (2004) - doppiaggio statunitense[6]

## Doppiatori italiani
Da doppiatore è sostituito da:
- Stefano Alessandroni in Inside Out, Inside Out 2
- Roberto Certomà in Up

## Riconoscimenti
- Premio Oscar
  - 1996 – Candidatura alla Migliore sceneggiatura originale per Toy Story - Il mondo dei giocattoli
  - 2002 – Candidatura al Miglior film d'animazione per Monster & Co.
  - 2003 – Candidatura al Miglior cortometraggio d'animazione per La nuova macchina di Mike
  - 2009 – Candidatura alla Migliore sceneggiatura originale per WALL•E
  - 2010 – Candidatura alla Migliore sceneggiatura originale per Up
  - 2010 – Miglior film d'animazione per Up
  - 2016 – Miglior film d'animazione per Inside Out
  - 2016 – Candidatura alla Migliore sceneggiatura originale per Inside Out
  - 2021 – Miglior film d'animazione per Soul
- Golden Globe
  - 2010 - Miglior film d'animazione per Up
  - 2016 - Miglior film d'animazione per Inside Out
  - 2021 - Miglior film d'animazione per Soul
- Premio BAFTA
  - 2010 - Miglior film d'animazione per Up
  - 2010 – Candidatura alla Migliore sceneggiatura originale per Up
  - 2016 - Miglior film d'animazione per Inside Out
  - 2016 – Candidatura alla Migliore sceneggiatura originale per Inside Out
  - 2021 – Miglior film d'animazione per Soul
- Festival di Venezia
  - 2009 – Premio Future Film Festival Digital Award – Menzione Speciale per Up
- Festa del Cinema di Roma
  - 2020 – Premio alla carriera